# Гензінген
Гензінген (нім. Gensingen) — громада в Німеччині, розташована в землі Рейнланд-Пфальц. Входить до складу району Майнц-Бінген. Складова частина об'єднання громад Шпрендлінген-Гензінген.
Площа — 8,73 км2. Населення становить 3938 ос. (станом на 31 грудня 2020).

## Галерея

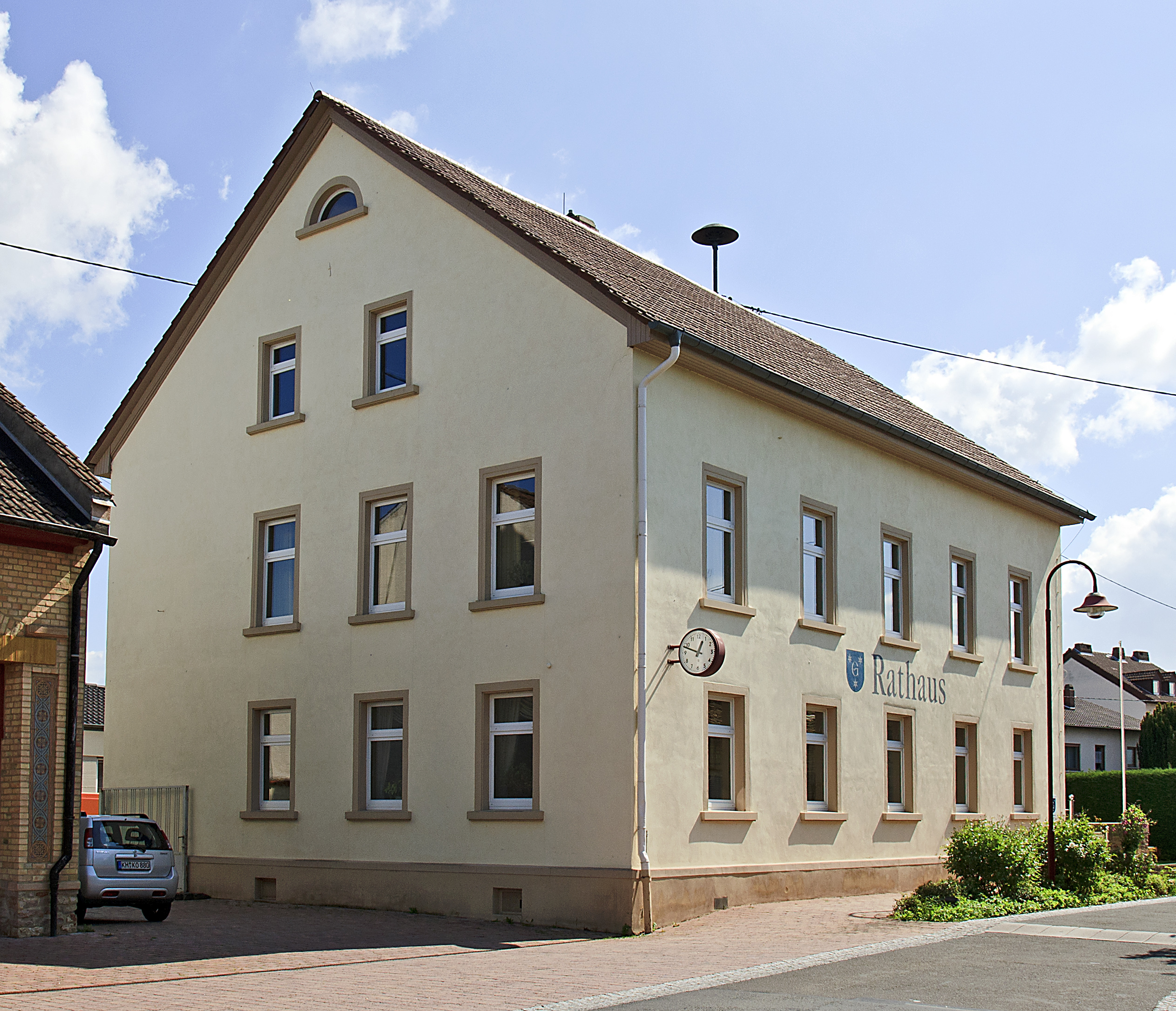
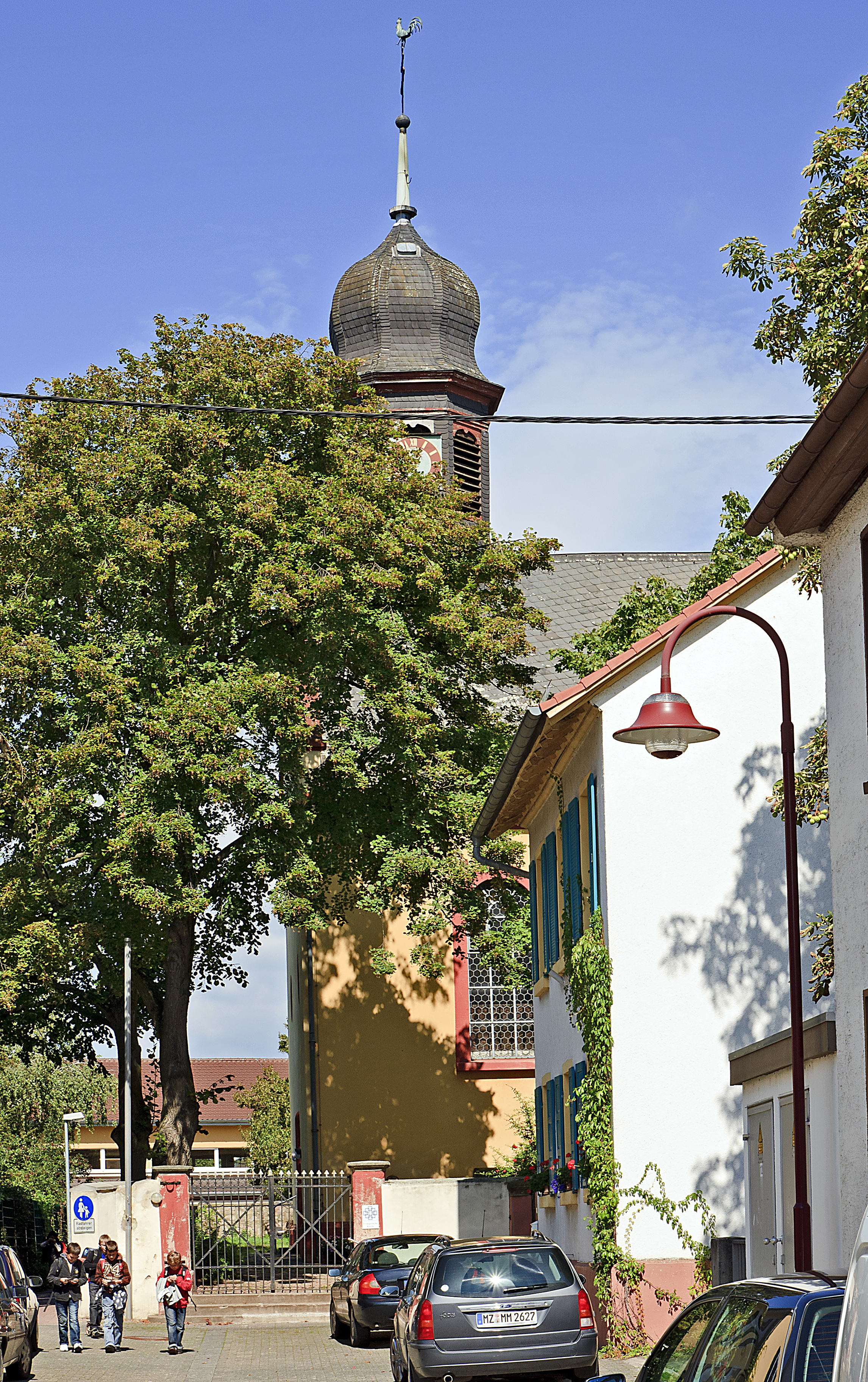